# قائمة النقود الورقية العمانية
هذه قائمة بالنقود الورقية العمانية وتشمل جميع الأوراق النقدية التي أصدرها البنك المركزي العماني، وهو الجهة الرسمية والوحيدة التي تمتلك سلطة إصدار وحفظ واستعادة العملات في سلطنة عمان، منذ تأسيسه في الأول من ديسمبر (كانون الأول) عام 1974، وحتى الآن. يُعتبر الريال العماني هو العملة الرسمية في سلطنة عمان، ويقسم الريال العماني الواحد إلى 1000 بيسة عمانية.

## تاريخ الأوراق النقدية في عمان
استخدمت الروبية الهندية كعملة رئيسية في سلطنة عمان منذ القرن التاسع عشر، إلى جانب عملة التالير أو ما كان يُعرف باسم دولار ماريا تيريزا، والذي صدر في النمسا عام 1780، كما كان لمنطقة ظفار في ذلك الوقت عملتها الخاصة، وهي ريال ظفار. أصدرت السلطات الهندية بعد ذلك عملة خاصة من الروبية الهندية عُرفت باسم الروبية الخليجية، والتي كانت مخصصة للتداول فقط في سلطنة عمان ودول الخليج الأخرى، ومحظور تداولها والتعامل بها في الهند. كانت قيمة الروبية الخليجية المُستخدمة في سلطنة عمان ودول الخليج الأخرى تُعادل قيمة الروبية الهندية أمام الجنيه الاسترليني، وفي منتصف القرن التاسع عشر انخفضت قيمة الروبية الهندية كما ضعفت التجارة بين الهند ومنطقة الخليج العربي مما دفع السلطات في دول الخليج إلى التفكير في إصدار عملاتها الخاصة. وبالفعل، كانت الكويت هي أول دولة من دول الخليج العربي أصدرت عملة رسمية خاصة بها، واعتمدت الدينار الكويتي كعملة رسمية بدلا من الروبية الخليجية في عام 1961، وكان الريال السعيدي هو أول عملة نقدية ورقية تصدر في سلطنة عمان لتحل محل الروبية الخليجية في 7 مايو 1970.
كانت قيمة الريال السعيدي الواحد تعادل في ذلك الوقت قيمة 2.13281 جراما من الذهب، وكان الريال السعيدي مقسما إلى 1000 وحدة متساوية أصغر عُرفت كل منها باسم بيسة، فكانت قيمة الروبية الهندية الواحدة تعادل قيمة 75 بيسة، وكانت هناك ست فئات من النقود الورقية متداولة في سلطنة عمان، وهي:
- فئة المائة بيسة
- فئة الربع ريال سعيدي
- فئة النصف ريال سعيدي
- فئة الريال السعيدي
- فئة الريال ونصف ريال سعيدي
- فئة العشرة ريالات سعيدية

ظل الريال السعيدي هو العملة الرسمية المتداولة في سلطنة عمان بعد أن تولى السلطان قابوس بن سعيد بن تيمور مقاليد الحكم في سلطنة عمان في 23 يوليو 1970، وحتى عام 1972 عندما حظيت سلطنة عمان بعضوية صندوق النقد الدولي والبنك الدولي للإنشاء والتعمير، ثم صدر الريال العماني ليحل محل الريال السعيدي كعملة رسمية في سلطنة عمان بموجب المرسوم السلطاني رقم 1392 الذي أصدره السلطان قابوس بن سعيد عام 1972. وفي الأول من ديسمبر 1974 تأسس البنك المركزي العماني ليتولى منذ ذلك الوقت إصدار النقود الورقية وسك العملات المعدنية لأجزاء ومضاعفات الريال العماني، والذي ما يزال مستخدما كعملة رسمية لسلطنة عمان حتى الآن.
أصدر البنك المركزي العماني في نوفمبر 1995 عملات ورقية من فئة ريال عماني واحد، ونصف ريال عماني، و200 بيسة عمانية، و100 بيسة عمانية. وفي نوفمبر 2000 أصدر البنك المركزي العماني مجموعة جديدة من العملات الورقية من فئة 50 ريال عماني، و20 ريال عماني، و10 ريالات عمانية، و5 ريالات عمانية. وفي عام 2010 أصدر البنك المركزي العماني إصدارت معدلة من العملات الورقية من فئة الخمس ريالات عمانية والعشر ريالات عمانية والعشرين ريالا عمانيا والخمسين ريالا عمانيا بمناسبة الاحتفال بالغيد الوطني الأربعين لسلطنة عمان، ثُم أصدر البنك المركزي العماني من هذه الفئات إصدارت معدلة جديدة خلال عامي 2011 و2012.
وفي يوليو (تموز) 2020، بدأ البنك المركزي العماني في طرح الإصدار السادس من العملات الورقية بمناسبة الاحتفال بمرور خمسين عاما على بدأ النهضة العمانية الحديثة، وكانت أولى العملات الورقية التي طرحت للتداول من هذا الإصدار عبارة عن إصدار معدل من فئة الخمسين ريالا عمانيا، ثُم أتبع ذلك بطرح إصدارات معدلة من النقود الورقية من فئات المائة بيسة والنصف ريال عماني والريال العماني الواحد والخمسة ريالات عمانية والعشرة ريالات عمانية والعشرين ريالا عمانيا في يناير (كانون الثاني) 2021. وفي يناير 2024 أصدر البنك المركزي العماني قرارًا بإنهاء التعامل بجميع إصدارات النقود الورقية العمانية الصادرة قبل الإصدار السادس خلال مدة أقصاها 360 يوم لتُصبح ممنوعة قانونا من التداول داخل السلطنة بحلول 31 ديسمبر 2024.

## قائمة النقود الورقية العمانية

### فئة 100 بيسة عمانية
| تاريخ الإصدار | الوجه الأمامي | الوجه الخلفي | الأبعاد (بالملليمتر) | جهة الإصدار           | وصف الوجه الأمامي                                  | وصف الوجه الخلفي                                              |
| ------------- | ------------- | ------------ | -------------------- | --------------------- | -------------------------------------------------- | ------------------------------------------------------------- |
| 1995          |               |              | 120×65               | البنك المركزي العماني | السلطان قابوس بن سعيد بن تيمور آل سعيد، وقناة الري | الصقر، المها العربي                                           |
| 2020          |               |              | 120×65               | البنك المركزي العماني | مصاطب الجبل الأخضر، والشعار الوطني العماني         | أشجار جوز الهند في ظفار، وفلج الجلاء في محافظة الجنوب الشرقية |

### فئة 200 بيسة عمانية
| تاريخ الإصدار | الوجه الأمامي | الوجه الخلفي | الأبعاد (بالملليمتر) | جهة الإصدار           | وصف الوجه الأمامي                                                                      | وصف الوجه الخلفي                                         |
| ------------- | ------------- | ------------ | -------------------- | --------------------- | -------------------------------------------------------------------------------------- | -------------------------------------------------------- |
| 1995          |               |              | 130×65               | البنك المركزي العماني | السلطان قابوس بن سعيد بن تيمور آل سعيد، والمحطات القديمة لمطار صلالة ومطار مسقط الدولي | مركز العلوم البحرية والثروة السمكية، وميناء قابوس، ومطرح |

### فئة نصف ريال عماني
| تاريخ الإصدار | الوجه الأمامي | الوجه الخلفي | الأبعاد (بالملليمتر) | جهة الإصدار           | وصف الوجه الأمامي                                 | وصف الوجه الخلفي                                          |
| ------------- | ------------- | ------------ | -------------------- | --------------------- | ------------------------------------------------- | --------------------------------------------------------- |
| 1995          |               |              | 135×65               | البنك المركزي العماني | السلطان قابوس بن سعيد بن تيمور آل سعيد، قلعة بهلا | حصن الحزم، وقلعة نخل                                      |
| 2020          |               |              | 135×75               | البنك المركزي العماني | الشعار الوطني العماني، وعين كور في ظفار           | النمر العربي في ظفار، والصقر الأسود في مسقط وجنوب الباطنة |

### فئة 1 ريال عماني
| تاريخ الإصدار | الوجه الأمامي | الوجه الخلفي | الأبعاد (بالملليمتر) | جهة الإصدار           | وصف الوجه الأمامي                                                  | وصف الوجه الخلفي                                            |
| ------------- | ------------- | ------------ | -------------------- | --------------------- | ------------------------------------------------------------------ | ----------------------------------------------------------- |
| 1995          |               |              | 145×75               | البنك المركزي العماني | السلطان قابوس بن سعيد بن تيمور آل سعيد، مجمع السلطان قابوس الرياضي | الخنجر العماني (خنجر)، فضة الأساور والحلي، المراكب الشراعية |
| 2015          |               |              | 145×75               | البنك المركزي العماني | السلطان قابوس بن سعيد بن تيمور آل سعيد، وقصر العلم                 | فراشات الصحراء البيضاء، وجامعة السلطان قابوس                |

### فئة 5 ريال عماني
| تاريخ الإصدار | الوجه الأمامي | الوجه الخلفي | الأبعاد (بالملليمتر) | جهة الإصدار           | وصف الوجه الأمامي                                           | وصف الوجه الخلفي |
| ------------- | ------------- | ------------ | -------------------- | --------------------- | ----------------------------------------------------------- | ---------------- |
| 2000          |               |              | 155×75               | البنك المركزي العماني | السلطان قابوس بن سعيد بن تيمور آل سعيد، جامعة السلطان قابوس | نزوى             |
| 2010          |               |              | 155×75               | البنك المركزي العماني | السلطان قابوس بن سعيد بن تيمور آل سعيد، جامعة السلطان قابوس | نزوى             |

### فئة 10 ريال عماني
| تاريخ الإصدار | الوجه الأمامي | الوجه الخلفي | الأبعاد (بالملليمتر) | جهة الإصدار           | وصف الوجه الأمامي                                   | وصف الوجه الخلفي |
| ------------- | ------------- | ------------ | -------------------- | --------------------- | --------------------------------------------------- | ---------------- |
| 2010          |               |              | 160×75               | البنك المركزي العماني | السلطان قابوس بن سعيد بن تيمور آل سعيد، وبرج النهضة |                  |

### فئة 20 ريال عماني
| تاريخ الإصدار | الوجه الأمامي | الوجه الخلفي | الأبعاد (بالملليمتر) | جهة الإصدار           | وصف الوجه الأمامي                                                   | وصف الوجه الخلفي                                 |
| ------------- | ------------- | ------------ | -------------------- | --------------------- | ------------------------------------------------------------------- | ------------------------------------------------ |
|               |               |              |                      |                       |                                                                     |                                                  |
| 2010          |               |              | 165×75               | البنك المركزي العماني | السلطان قابوس بن سعيد بن تيمور آل سعيد، ومبنى البنك المركزي العماني | سوق مسقط للأوراق المالية، ومنطقة ريزيال الصناعية |

### فئة 50 ريال عماني
| تاريخ الإصدار | الوجه الأمامي | الوجه الخلفي | الأبعاد (بالملليمتر) | جهة الإصدار           | وصف الوجه الأمامي                                                        | وصف الوجه الخلفي                                     |
| ------------- | ------------- | ------------ | -------------------- | --------------------- | ------------------------------------------------------------------------ | ---------------------------------------------------- |
| 2010          |               |              | 175×75               | البنك المركزي العماني | السلطان قابوس بن سعيد بن تيمور آل سعيد، وزارة المالية والاقتصاد العمانية | مكتب إنشاء مبنى وزارة التجارة والصناعة في سلطنة عمان |